# Groovin' at Smalls' Paradise, Volume 2
| Recensione | Giudizio |
| ---------- | -------- |
| AllMusic   | [ 2 ]    |

Groovin' at Smalls' Paradise, Volume 2 è un album dal vivo dell'organista statunitense Jimmy Smith, pubblicato nell'ottobre 1958.

## Tracce
Lato A
1. Imagination – 7:19 (Johnny Burke, Jimmy Van Heusen)
2. Just Friends – 6:13 (Sam M. Lewis, John Klenner)
3. Lover Man – 7:27 (Roger "Ram" Ramirez)

Lato B
1. Body and Soul – 9:56 (Edward Heyman, Robert Sour, Johnny Green)
2. Indiana – 11:07 (Ballard MacDonald, James F. Hanley)

## Musicisti
- Jimmy Smith - organo
- Eddie McFadden - chitarra
- Donald Bailey - batteria

Note aggiuntive
- Alfred Lion - produttore
- Rudy Van Gelder - ingegnere delle registrazioni
- Francis Wolff - foto copertina album originale
- Leonard Feather - note retrocopertina album originale[3]